# Philippe Maystadt
Philippe M.P.J. Maystadt (ur. 14 marca 1948 w Petit-Rechain, zm. 7 grudnia 2017) – belgijski i waloński polityk i prawnik, wieloletni parlamentarzysta i minister, od 2000 do 2011 prezes Europejskiego Banku Inwestycyjnego.

## Życiorys
Ukończył studia z zakresu administracji publicznej na Claremont Graduate University w Los Angeles. Uzyskał doktorat z nauk prawnych na francuskojęzycznym Université catholique de Louvain. Od 1970 do 1977 był wykładowcą na tej uczelni. W 1989 objął na tym uniwersytecie stanowisko profesora.
W latach 1977–1991 sprawował mandat posła do federalnej Izby Reprezentantów, ponownie został do niej wybrany w 1995. W 1991 i 1999 uzyskiwał mandat senatora. W 1979 powołany na sekretarza stanu w rządzie federalnym. Pomiędzy 1980 a 1998 w randze ministra wchodził w skład kolejnych belgijskich gabinetów premierów Wilfrieda Martensa, Marka Eyskensa i Jean-Luka Dehaene. Zajmował kolejno stanowiska ministra służb publicznych i nauki (do 1981), ministra budżetu, nauki i planowania (do 1985), ministra spraw gospodarczych (do 1986), wicepremiera i ministra spraw gospodarczych (do 1988), ministra finansów (do 1995), wicepremiera oraz ministra finansów i handlu zagranicznego (do 1998). Od 1993 był także przewodniczącym komitetu tymczasowego w Międzynarodowym Funduszu Walutowym.
W latach 1998–1999 pełnił obowiązki przewodniczącego walońskiej Partii Społeczno-Chrześcijańskiej (od 2002 działającej pod nazwą Centrum Demokratyczno-Humanistyczne).
Od 1 stycznia 2000 do 31 grudnia 2011 stał na czele Europejskiego Banku Inwestycyjnego.